# Salih Aydın
Salih Ahmet Aydın (Rize, 25 ottobre 1997) è un lottatore turco, specializzato nella lotta greco-romana.

## Biografia
Si è messo in mostra a livello giovanile ai mondiali junior di Tampere 2017, dove ha vinto un bronzo.
Ha vinto la medaglia d'argento nel torneo degli 82 kg alla Coppa del mondo individuale di Belgrado 2020, competizione che ha preso il posto dei mondiali del 2020, annullati a causa dell'insorgere emergenza sanitaria, conseguenza della pandemia di COVID-19.

## Palmarès
| Anno | Manifestazione  | Sede     | Evento | Risultato | Note |
| ---- | --------------- | -------- | ------ | --------- | ---- |
| 2014 | Europei cadetti | Samokov  | 76 kg  | 16º       |      |
| 2017 | Mondiali junior | Tampere  | 84 kg  | Bronzo    |      |
| 2018 | Europei U23     | Istanbul | 87 kg  | 13º       |      |
| 2019 | Mondiali U23    | Budapest | 82 kg  | 14º       |      |

## Altre competizioni internazionali
2020
- Bronzo negli 82 kg nel Torneo Matteo Pellicone ( Roma)
- Argento negli 82 kg nella Coppa del mondo individuale ( Belgrado)

2021
- 5º negli 82 kg nel Torneo Matteo Pellicone ( Roma)